# Серов, Александр Николаевич (певец)
Алекса́ндр Никола́евич Серо́в (при рождении — Ся́ров; род. 24 марта 1951, Ковалёвка, Николаевский район, Николаевская область, Украинская ССР, СССР) — советский и российский эстрадный певец, исполнитель романтических песен, аранжировщик, дирижёр, музыкант-инструменталист, композитор, музыкальный продюсер и поэт. Народный артист Российской Федерации (2004), лауреат премии Ленинского комсомола (1988).
В сотрудничестве с композитором Игорем Крутым исполнил такие популярные музыкальные произведения, как «Я люблю тебя до слёз» на стихи Игоря Николаева, «Ты меня любишь» и «Мадонна» на стихи Риммы Казаковой, а также «Как быть» на стихи Александра Косарева.

## Биография

### Ранние годы
Александр Серов родился 24 марта 1951 года в селе Ковалёвка Николаевской области Украинской ССР.
Отец ушёл из семьи сразу после рождения сына, и практически сразу после рождения Александр попал под опеку дедушки и бабушки по маминой линии Александра Степановича и Марии Егоровны Видяпиных, где он стал фактически пятым ребёнком в семье.
Музыкой увлёкся в школе: играл в школьном оркестре на альте, где руководителем оркестра был Сидор Сидорович Ипатенко. После окончания восьми классов поступил в музыкальное училище по классу кларнета, самостоятельно осваивал игру на фортепиано.
С 1970 по 1973 год проходил воинскую службу по призыву в составе Военно-Морского флота СССР в Севастополе, последний год в Николаеве, при гарнизонном Доме офицеров.

### Музыкальная карьера
В конце 1970-х — начале 1980-х годов Серов работал руководителем эстрадных ансамблей и аранжировщиком. С 1977 по 1978 год пел и играл в ВИА «Поющие юнги» в городе Николаеве.
В 1981 году выступил на радио дуэтом с Ольгой Зарубиной с песней «Круиз», которая сразу обрела популярность. Следом за «Круизом» Серов спел дуэтом с певицей Татьяной Анциферовой песню «Междугородный разговор».
С 1982 по 1984 год руководил ВИА «Черемош» в Черновцах, в котором пели сёстры Ротару — Лидия и Аурика.
В 1983 году на Международном конкурсе в Ялте получил 2-ю премию. В том же году впервые появился на телевидении в передаче «Шире круг», в которой исполнил песню Евгения Мартынова «Эхо первой любви».
В 1984 году вышла первая пластинка Серова «Мир для влюблённых» с песнями «Города и годы», «Я хочу тебя видеть», «День рождения любви».
В 1987 году получил «гран-при» на международном конкурсе «Интерталант» в Праге. В том же году вышел видеоклип «Мадонна» (режиссёр А. Александров). В 1988 году завоевал «гран-при» на международном конкурсе в Будапеште, а также стал лауреатом премии Ленинского комсомола в области искусства.
С 1988 по 1993 год Серов активно гастролировал, выступал с концертами в Германии (вместе с Дитером Боленом, Клиффом Ричардом), в Израиле, Канаде, США (в концертном зале «Атлантик-Сити»), участвовал в программе Дитера Томаса Хэка «Музыка в воздухе» на ZDF.
В 1989 году впервые снялся в художественном фильме Александра Косарева «Сувенир для прокурора» в роли певца Александра, исполнив в этом фильме песни Игоря Крутого на стихи Александра Косарева «Миг удачи» и «Как мне быть».
В 1991 году вышел в свет второй диск Серова — «Я пла́чу», на котором он дебютировал как композитор. 24 июня того же года Серову «за заслуги в области советского искусства» было присвоено почётное звание «Заслуженный артист РСФСР».
В 1993 году вышел альбом «Сюзанна». В 1997 году был выпущен альбом «Ностальгия по тебе», в который вошли такие популярные хиты, как «Звездопад», «Я люблю тебя до слёз» и др., а также видеокассета с концертом «Ностальгия по тебе». В 2000 году вышли альбомы «Новое и лучшее» и «Мишель» (инструментальный), изданные компанией «NOX Music». В 2002 году вышел сольный альбом «Моя богиня». В 2004 году вышел DVD, содержащий сольный концерт «Моя богиня», концерт инструментальной музыки «Мишель» и все ранние видеоклипы певца. В этом же году вышел видеоклип в исполнении Серова «Давай друг друга украдём», автором музыки которого является Игорь Крутой.
27 декабря 2004 года «за большие заслуги в области искусства» Александр Серов был удостоен почётного звания «Народный артист Российской Федерации».
В октябре 2005 года в Государственном Кремлёвском дворце состоялся концерт Серова под названием «Бесконечная любовь».
В 2008 году вышел альбом Серова «Признание», в который вошли неизданные произведения 1981—1992 годов.
9 октября 2008 года в Московском международном доме музыки (ММДМ) прошла первая часть юбилейного концерта Серова. 8 марта 2009 года в «Лужниках» прошёл большой праздничный концерт, приуроченный к юбилею Серова и Международному женскому дню. 31 мая 2009 года на центральной площади города Донецка прошло чествование футбольного клуба «Шахтёр», ставшего обладателем Кубка УЕФА. В данном мероприятии Серов исполнил «Гимн шахтёра», музыку к которому написал композитор Игорь Крутой.
2 июля 2009 года Серов принял участие в съёмках девятичасовой телевизионной программы «Бенефис А. Серова». В записи также участвовала его дочь Мишель, которая в то время была студенткой МГИМО. 5 марта 2010 года на телеканале «НТВ» вышел в эфир «Бенефис А. Серова», а на «Первом канале» — специальный выпуск программы «Пусть говорят», посвящённый Серову. 8 марта 2010 года состоялся сольный концерт Серова в концертном зале «Крокус Сити Холл» в Москве, а 2 декабря — сольный концерт в Государственном театре киноактёра. 4 декабря 2011 года и 24 марта 2015 года прошли большие сольные концерты Серова в Кремле.
В феврале 2020 года выпустил альбом «Крик на причале».
Весной 2021 года выпустил новую песню «Талисман».
В конце 2023 года песня Александра Серова «Как быть» получила новый виток популярности после того, как прозвучала в пятом эпизоде сериала «Слово пацана. Кровь на асфальте». В январе 2024 года актёр Леон Кемстач перепел хит Серова и выпустил клип на эту композицию.

### Общественная позиция
Александр Серов поддержал вторжение России на Украину, назвав его «спасением мира от повторения фашизма» и призвав Владимира Путина «не отдавать Донбасс».

## Санкции
19 октября 2022 года, на фоне вторжения России на Украину, внесён в санкционные списки Украины против лиц «которые публично призывают к агрессивной войне, оправдывают и признают законной вооруженную агрессию РФ против Украины, временную оккупацию территории Украины». Санкции предполагают блокировку активов, полное прекращение коммерческих операций, остановку выполнения экономических и финансовых обязательств. Ранее Серов был внесён ФБК в список коррупционеров и разжигателей войны за публичную поддержку агрессивной войны, развязанной Россией на Украине.

## Творчество

### Дискография
- 1984 — «Мир для влюблённых»
- 1988 — «Мадонна»
- 1991 — «Я плачу»
- 1993 — «Сюзанна»
- 1997 — «Ностальгия по тебе»
- 2000 — «Мишель»
- 2002 — «Моя богиня»
- 2004 — «Relax Instrumental Music»
- 2007 — «Бесконечная любовь»
- 2008 — «Признание»
- 2011 — «Сказочный Версаль»
- 2018 — «Рыцарские песни о легендарной любви»
- 2020 — «Крик на причале»

### Фильмография
- 1989 — Сувенир для прокурора — Александр Николаевич, певец[12]
- 2025 — Наша Раша: 8 марта — Александр Николаевич, певец

### Музыкальные видеоклипы
- 1987 — «Мадонна» (самый первый в СССР музыкальный клип)
- 1988 — «Не надо»
- 1988 — «Буду ждать»
- 1988 — «Музыка венчальная»
- 1989 — «Как быть?»
- 1990 — «Ты меня любишь»
- 1991 — «Key — from my heart»
- 1992 — «Goodbye»
- 1993 — «Сюзанна»
- 2004 — «Дождливый вечер (Давай друг друга украдём)»

## Награды и премии
- 1988 — лауреат премии Ленинского комсомола в области искусства (вместе с композитором Игорем Крутым) — за создание эстрадных песен для молодёжи
- 1991 — почётное звание «Заслуженный артист РСФСР» (24 июня 1991 года) — за заслуги в области советского искусства[3]
- 2004 — почётное звание «Народный артист Российской Федерации» (27 декабря 2004 года) — за большие заслуги в области искусства[4]
- 2009 — Лауреат Премии МВД России.[источник не указан 85 дней]